# گرند تاور
گرند تاور (انگلیسی: Grand Tower) ساختمان مسکونی ۵۱ طبقه مستقر در گالوس (فرانکفورت ام ماین) است، که پروژه ساخت آن در سال ۲۰۱۶ آغاز شد و در سال ۲۰۲۰ به بهره‌برداری رسید. 